# 火神淀之乱
火神淀之乱，辽朝初年皇室内争夺皇位的斗争。火神淀在新州，今河北涿鹿县西。
辽天禄五年九月（951年，后周广顺元年），契丹皇帝辽世宗耶律阮想要计划南进，会同北汉攻打后周，诸部不从，耶律阮强行。走到新州的火神淀”。契丹内乱，耶律察割和耶律盆都杀害耶律阮，耶律屋质逃出，既而推举耶律述律为帝，即辽穆宗。耶律述律派耶律娄国杀死耶律察割。“自火神淀入幽州，遣使告于北汉”。在今内蒙古巴林左旗西南也有火神淀，亦作大神淀。